# Bahnstrecke München–Lenggries
| Großhesseloher Brücke mit einem Zug der Bayerischen Oberlandbahn Richtung München (rechts) und der S 27 nach Deisenhofen (links) |                                      |                                                              |                                                   |
| Streckennummer (DB): | 5505                                 |                                                              |                                                   |
| Kursbuchstrecke (DB): | 955, 956, 957, 998, 999.3, 999.7     |                                                              |                                                   |
| Streckenlänge: | 66,409 km                            |                                                              |                                                   |
| Spurweite: | 1435 mm (Normalspur)                 |                                                              |                                                   |
| Streckenklasse: | D4                                   |                                                              |                                                   |
| Stromsystem: | München–Holzkirchen: 15 kV 16,7 Hz ~ |                                                              |                                                   |
| Maximale Neigung: | 10 ‰                                 |                                                              |                                                   |
| Minimaler Radius: | 294 m                                |                                                              |                                                   |
| Streckengeschwindigkeit: | 160 km/h                             |                                                              |                                                   |
| Zugbeeinflussung: | PZB                                  |                                                              |                                                   |
| Zweigleisigkeit: | München Hbf–Holzkirchen              |                                                              |                                                   |
| |                                      |                                                              |                                                   |
| \| \| 0,157 \| München Hbf Gleis 27–36 (früher: München Hbf Starnberger Bf) \| 520 m \| \| \| \| \| \| \| \| \| nach Garmisch-Partenkirchen \| \| \| \| 0,310 \| München Hbf Holzkirchner Bf \| München Hbf Holzkirchner Bf \| \| \| \| nach Rosenheim \| \| \| \| \| nach München-Laim Rbf \| \| \| \| \| von München Ost (S-Bahn-Stammstrecke) \| \| \| \| \| (Beginn Neutrassierung um 1860) \| \| \| \| 1,648 \| München Donnersbergerbrücke \| München Donnersbergerbrücke \| \| \| \| nach München-Pasing (S-Bahn-Stammstrecke) \| \| \| \| 1,949 \| Südstreckentunnel (265 m) \| Südstreckentunnel (265 m) \| \| \| \| Zuführungsstrecken nach München Hbf \| \| \| \| 2,214 \| \| \| \| \| \| (Neutrassierung 1981) \| \| \| \| \| München-Laim Rbf–München Hbf \| \| \| \| \| von München Hbf \| \| \| \| 3,400 \| München Heimeranplatz (Hp Abzw) \| München Heimeranplatz (Hp Abzw) \| \| \| \| \| \| \| \| 3,955 \| nach Rosenheim \| nach Rosenheim \| \| \| \| München-Laim Rbf–München Süd (39 m) \| \| \| \| \| (Ende Neutrassierung um 1860) \| \| \| \| \| von München-Laim Rbf (Sendlinger Spange), geplant \| \| \| \| \| München Fuggerstraße (Abzw, geplant) \| \| \| \| \| München Martin-Behaim-Str. (Bk)[1] \| \| \| \| 5,227 \| München Harras \| München Harras \| \| \| \| von München-Laim Rbf (Sendlinger Spange) \| \| \| \| 6,450 \| München-Mittersendling \| 545 m \| \| \| 7,918 \| München Siemenswerke \| München Siemenswerke \| \| \| 9,573 \| München-Solln \| München-Solln \| \| \| \| nach Großhesselohe Isartalbf \| \| \| \| 10,400 \| Bichl–München Süd (Isartalbahn) \| Bichl–München Süd (Isartalbahn) \| \| \| 10,630 \| Großhesselohe \| 559 m \| \| \| 11,019 \| Großhesseloher Brücke (Isar, 258 m) \| Großhesseloher Brücke (Isar, 258 m) \| \| \| 11,641 \| Straßenbahn München–Grünwald (27 m) \| Straßenbahn München–Grünwald (27 m) \| \| \| 13,900 \| Grünwald (Bk) \| Grünwald (Bk) \| \| \| \| von München Ost \| \| \| \| 18,391 \| Deisenhofen \| 595 m \| \| \| 21,600 \| Lanzenhaar (Bk) \| Lanzenhaar (Bk) \| \| \| 25,966 \| Sauerlach (ehem. Bf) \| 617 m \| \| \| 26,245 \| Staatsstraße 2070 (44 m) \| Staatsstraße 2070 (44 m) \| \| \| 29,700 \| Arget (Bk) \| Arget (Bk) \| \| \| 33,244 \| Otterfing (ehem. Bf) \| 670 m \| \| \| 36,446 \| Holzkirchen \| 683 m \| \| \| \| nach Rosenheim \| \| \| \| \| nach Schliersee \| \| \| \| 42,403 \| Warngau (ehem. Bf) \| 715 m \| \| \| \| von Tegernsee \| \| \| \| 47,231 \| Schaftlach \| 757 m \| \| \| 48,800 \| Anschluss Zementwerk Marienstein \| Anschluss Zementwerk Marienstein \| \| \| 51,953 \| Reichersbeuern (ehem. Bf) \| 719 m \| \| \| 55,000 \| (Neutrassierung 1924) \| (Neutrassierung 1924) \| \| \| 57,902 \| Bad Tölz (aufgelassen 1924, bis 1899: Tölz) \| 686 m \| \| \| 57,093 \| Bad Tölz \| 687 m \| \| \| 59,888 \| Gaißach \| 667 m \| \| \| 63,365 \| Obergries \| 666 m \| \| \| 66,566 \| Lenggries \| 679 m \| \| \| \| \| \| \| Quellen: [2][3][4][5][6][7][8] \| \| \| \| |                                      |                                                              |                                                   |
| Kopfbahnhof Streckenanfang | 0,157                                | München Hbf Gleis 27–36 (früher: München Hbf Starnberger Bf) | 520 m                                             |
| |                                      |                                                              |                                                   |
| Abzweig geradeaus und nach links |                                      | nach Garmisch-Partenkirchen                                  | nach Garmisch-Partenkirchen                       |
| Strecke · Kopfbahnhof Streckenanfang | 0,310                                | München Hbf Holzkirchner Bf                                  | München Hbf Holzkirchner Bf                       |
| Strecke · Abzweig geradeaus und nach rechts |                                      | nach Rosenheim                                               | nach Rosenheim                                    |
| Strecke · Abzweig ehemals geradeaus und nach links |                                      | nach München-Laim Rbf                                        | nach München-Laim Rbf                             |
| Abzweig geradeaus und von rechts · Strecke (außer Betrieb) |                                      | von München Ost (S-Bahn-Stammstrecke)                        | von München Ost (S-Bahn-Stammstrecke)             |
| Strecke · Abzweig geradeaus und nach links (Strecke außer Betrieb) · Strecke von rechts (außer Betrieb) |                                      | (Beginn Neutrassierung um 1860)                              | (Beginn Neutrassierung um 1860)                   |
| Bahnhof · Strecke (außer Betrieb) · Strecke (außer Betrieb) | 1,648                                | München Donnersbergerbrücke                                  | München Donnersbergerbrücke                       |
| Abzweig geradeaus und nach rechts · Strecke (außer Betrieb) · Strecke (außer Betrieb) |                                      | nach München-Pasing (S-Bahn-Stammstrecke)                    | nach München-Pasing (S-Bahn-Stammstrecke)         |
| Tunnelanfang · Strecke (außer Betrieb) · Strecke (außer Betrieb) | 1,949                                | Südstreckentunnel (265 m)                                    | Südstreckentunnel (265 m)                         |
| Kreuzung mit oberirdischer Strecke (im Tunnel) · Strecke (außer Betrieb) · Strecke (außer Betrieb) |                                      | Zuführungsstrecken nach München Hbf                          | Zuführungsstrecken nach München Hbf               |
| Tunnelende · Strecke (außer Betrieb) · Strecke (außer Betrieb) | 2,214                                |                                                              |                                                   |
| Strecke nach links · Abzweig ehemals geradeaus und von rechts · Strecke (außer Betrieb) |                                      | (Neutrassierung 1981)                                        | (Neutrassierung 1981)                             |
| Kreuzung geradeaus oben · Kreuzung (Strecke geradeaus außer Betrieb) |                                      | München-Laim Rbf–München Hbf                                 | München-Laim Rbf–München Hbf                      |
| Abzweig geradeaus und von rechts · Strecke (außer Betrieb) |                                      | von München Hbf                                              | von München Hbf                                   |
| Haltepunkt / Haltestelle · Strecke (außer Betrieb) | 3,400                                | München Heimeranplatz (Hp Abzw)                              | München Heimeranplatz (Hp Abzw)                   |
| Strecke von links · Abzweig geradeaus und nach rechts · Strecke (außer Betrieb) |                                      |                                                              |                                                   |
| Strecke nach links · Kreuzung Anfang Hochstrecke · Kreuzung geradeaus oben (Strecke geradeaus außer Betrieb) | 3,955                                | nach Rosenheim                                               | nach Rosenheim                                    |
| Kreuzung Ende Hochstrecke · Kreuzung geradeaus oben (Strecke geradeaus außer Betrieb) |                                      | München-Laim Rbf–München Süd (39 m)                          | München-Laim Rbf–München Süd (39 m)               |
| Abzweig geradeaus und ehemals von links · Strecke nach rechts (außer Betrieb) |                                      | (Ende Neutrassierung um 1860)                                | (Ende Neutrassierung um 1860)                     |
| Abzweig geradeaus und ehemals von rechts |                                      | von München-Laim Rbf (Sendlinger Spange), geplant            | von München-Laim Rbf (Sendlinger Spange), geplant |
| ehemalige Blockstelle |                                      | München Fuggerstraße (Abzw, geplant)                         | München Fuggerstraße (Abzw, geplant)              |
| ehemalige Blockstelle |                                      | München Martin-Behaim-Str. (Bk)                              | München Martin-Behaim-Str. (Bk)                   |
| Haltepunkt / Haltestelle | 5,227                                | München Harras                                               | München Harras                                    |
| Abzweig geradeaus und von rechts |                                      | von München-Laim Rbf (Sendlinger Spange)                     | von München-Laim Rbf (Sendlinger Spange)          |
| Bahnhof | 6,450                                | München-Mittersendling                                       | 545 m                                             |
| Haltepunkt / Haltestelle | 7,918                                | München Siemenswerke                                         | München Siemenswerke                              |
| Bahnhof | 9,573                                | München-Solln                                                | München-Solln                                     |
| Abzweig geradeaus und nach rechts |                                      | nach Großhesselohe Isartalbf                                 | nach Großhesselohe Isartalbf                      |
| Kreuzung geradeaus unten (Querstrecke außer Betrieb) | 10,400                               | Bichl–München Süd (Isartalbahn)                              | Bichl–München Süd (Isartalbahn)                   |
| ehemaliger Bahnhof | 10,630                               | Großhesselohe                                                | 559 m                                             |
| Brücke über Wasserlauf | 11,019                               | Großhesseloher Brücke (Isar, 258 m)                          | Großhesseloher Brücke (Isar, 258 m)               |
| Kreuzung mit U-Bahn geradeaus oben | 11,641                               | Straßenbahn München–Grünwald (27 m)                          | Straßenbahn München–Grünwald (27 m)               |
| ehemalige Blockstelle | 13,900                               | Grünwald (Bk)                                                | Grünwald (Bk)                                     |
| Abzweig geradeaus und von links |                                      | von München Ost                                              | von München Ost                                   |
| Bahnhof | 18,391                               | Deisenhofen                                                  | 595 m                                             |
| ehemalige Blockstelle | 21,600                               | Lanzenhaar (Bk)                                              | Lanzenhaar (Bk)                                   |
| Haltepunkt / Haltestelle | 25,966                               | Sauerlach (ehem. Bf)                                         | 617 m                                             |
| Brücke | 26,245                               | Staatsstraße 2070 (44 m)                                     | Staatsstraße 2070 (44 m)                          |
| ehemalige Blockstelle | 29,700                               | Arget (Bk)                                                   | Arget (Bk)                                        |
| Haltepunkt / Haltestelle | 33,244                               | Otterfing (ehem. Bf)                                         | 670 m                                             |
| Bahnhof | 36,446                               | Holzkirchen                                                  | 683 m                                             |
| Abzweig geradeaus und nach links |                                      | nach Rosenheim                                               | nach Rosenheim                                    |
| Abzweig geradeaus und nach links |                                      | nach Schliersee                                              | nach Schliersee                                   |
| Haltepunkt / Haltestelle | 42,403                               | Warngau (ehem. Bf)                                           | 715 m                                             |
| Abzweig geradeaus und von links |                                      | von Tegernsee                                                | von Tegernsee                                     |
| Bahnhof | 47,231                               | Schaftlach                                                   | 757 m                                             |
| Abzweig geradeaus und ehemals nach links | 48,800                               | Anschluss Zementwerk Marienstein                             | Anschluss Zementwerk Marienstein                  |
| Haltepunkt / Haltestelle | 51,953                               | Reichersbeuern (ehem. Bf)                                    | 719 m                                             |
| Abzweig geradeaus und ehemals nach links · Strecke von rechts (außer Betrieb) | 55,000                               | (Neutrassierung 1924)                                        | (Neutrassierung 1924)                             |
| Kopfbahnhof Streckenanfang und quer (Strecke außer Betrieb) · Kreuzung (Querstrecke außer Betrieb) · Strecke nach rechts (außer Betrieb) | 57,902                               | Bad Tölz (aufgelassen 1924, bis 1899: Tölz)                  | 686 m                                             |
| Bahnhof | 57,093                               | Bad Tölz                                                     | 687 m                                             |
| Haltepunkt / Haltestelle | 59,888                               | Gaißach                                                      | 667 m                                             |
| Haltepunkt / Haltestelle | 63,365                               | Obergries                                                    | 666 m                                             |
| Kopfbahnhof Streckenende | 66,566                               | Lenggries                                                    | 679 m                                             |
| |                                      |                                                              |                                                   |
| Quellen: |                                      |                                                              |                                                   |

Die Bahnstrecke München–Lenggries ist eine Eisenbahnstrecke in Bayern. Sie verläuft zunächst als Hauptbahn von München über Deisenhofen und Holzkirchen nach Bad Tölz, von dort dann als Nebenbahn weiter nach Lenggries. Bis Holzkirchen ist sie zweigleisig ausgebaut und elektrifiziert.

## Geschichte

### Bau und Eröffnung

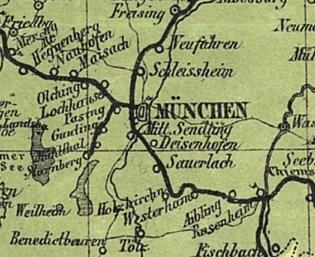
Verlauf wichtiger Eisenbahnstrecken um München (1861)

Gebaut wurde der Streckenabschnitt München–Holzkirchen zusammen mit der Bahnstrecke Holzkirchen–Rosenheim als ein Teil der Bayerischen Maximiliansbahn. Der Abschnitt zwischen München und Rosenheim wurde zwischen 1840 und 1850 geplant. Der erste gebaute Abschnitt war der von München bis Hesselohe, der ab dem 28. Juni 1854 in Betrieb war. Die Strecke zweigte damals in Höhe Max-Friedländer-Bogen/Schrenkstraße von der Augsburger Strecke nach Süden ab. In der heutigen Ganghoferstraße verlief das Gleis dann nach Süden und traf östlich des Bahnhofs Heimeranplatz auf die Strecke zur Großhesseloher Brücke. Das Streckenstück wurde um 1860 durch die heutige Trasse ersetzt und später stillgelegt. Für die weitere Strecke nach Rosenheim war zuerst eine Führung über Glonn und Kirchdorf am Haunpold vorgesehen. Nach der Genehmigung 1850 wurde die Strecke schließlich über Holzkirchen gebaut. Dies kam den Plänen des 1850 von Joseph Anton von Maffei gegründeten Eisenbahnvereines entgegen, der die Strecke näher an den Kohlerevieren bei Miesbach führen wollte. Baubeginn für die Großhesseloher Brücke war 1851, bei ihrer Eröffnung war sie die zweithöchste Eisenbahnbrücke der Welt. Ab 1852 war der Bayerische Staat für die Finanzierung verantwortlich, da der Verein in finanzielle Schwierigkeiten kam. Die Verlängerung nach Holzkirchen samt Anschlussstrecke nach Rosenheim wurde am 31. Oktober 1857 eröffnet. 1865 wurde die Strecke von München bis Großhesselohe zweigleisig.
Mit der Eröffnung der kürzeren Bahnstrecke München–Rosenheim über Grafing 1871 verlor der Streckenabschnitt an Verkehr.

### Verlängerung und Ausbau
Am 1. Juni 1874 nahmen die Königlich Bayerischen Staatseisenbahnen die 21,43 Kilometer lange Vizinalbahn von Holzkirchen nach Tölz, seit 1899 Bad Tölz, in Betrieb. Diese hatte ursprünglich eine eigene Kilometrierung, das heißt ihr Nullkilometer war Holzkirchen.
Ab 1883 zweigte in Schaftlach die privat betriebene Bahnstrecke nach Tegernsee ab, wodurch die Strecke weiter an Bedeutung gewann. Ab 1891 wurde die Bahnstrecke höhenfrei beim Bahnhof Großhesselohe von der Isartalbahn gekreuzt, die parallel zum Fluss verlief.
Am 12. Mai 1900 wurde das zweite Streckengleis zwischen Deisenhofen und Holzkirchen in Betrieb genommen. 1905 wurde eine Kraftpostlinie von Bad Tölz nach Lenggries eingerichtet. Die Großhesseloher Brücke wurde 1909 erneuert. Der Abschnitt Holzkirchen–Bad Tölz wurde noch vor dem Ersten Weltkrieg zur Hauptbahn aufgewertet.
Im Jahre 1918 beschloss der Bayerische Landtag den Bau der Lokalbahn Bad Tölz–Lenggries. Dazu musste der bisherige Endbahnhof Bad Tölz aus topografischen Gründen aufgegeben und an heutiger Stelle neu errichtet werden. Die Verlängerung der Bahnstrecke nach Lenggries ging am 3. September 1924 als Lokalbahn in Betrieb.

### Seit 1945
Zwischen den damaligen Bahnhöfen Großhesselohe, Deisenhofen, Sauerlach und Otterfing wurde 1952 und 1953 jeweils eine Blockstelle eingerichtet. Diese hießen Grünwald, Lanzenhaar und Arget und blieben bis zum Ersatz durch Selbstblocksignale 1969 in Betrieb.
Zum Fahrplanwechsel am 29. September 1957 wurde die Strecke bis München-Solln elektrifiziert, zum 28. September 1968 folgte der Abschnitt bis Holzkirchen.
Seit 1975 ist die Bahnstrecke bis Holzkirchen in das Netz der S-Bahn München integriert. Am Abend des 8. Juni 1975 kam es zwischen Warngau und Schaftlach zum Eisenbahnunfall von Warngau. Bei einem Frontalzusammenstoß zweier Eilzüge wurden 41 Menschen getötet und 126 verletzt. Zum damaligen Zeitpunkt war Warngau noch ein Bahnhof. Mittlerweile ist er zum Haltepunkt abgestuft worden und verfügt nur noch über ein Gleis.
1981 wurde der Personenverkehr im Bahnhof Großhesselohe aufgegeben, da nach mehreren Umbauten die Isartalbahn mit ihrem Großhesseloher Isartalbahnhof voll in das S-Bahn-Netz einbezogen wurde.
Am 29. November 1998 übernahm die Bayerische Oberlandbahn im Auftrag der Bayerischen Eisenbahngesellschaft den Personenverkehr auf der Strecke (seit 2020 unter der Marke Bayerische Regiobahn). Die Fahrzeit von München bis Lenggries liegt bei 67 Minuten. Bei Störungen dient der Abschnitt München–Holzkirchen ferner als Umleitung von und nach Rosenheim.

## Zukunftsaussichten
Da die Infrastruktur für die steigende Nachfrage Richtung München nicht mehr ausreicht, beauftragte die Bayerische Staatsregierung die Deutsche Bahn am 1. August 2023 mit der Entwurfs- und Genehmigungsplanung für eine Elektrifizierung sowie einen Ausbau des eingleisigen, nicht elektrifizierten Abschnitts Holzkirchen–Lenggries. Die Pläne beinhalten die Errichtung einer Oberleitungsanlage und eine Anpassung des Unterwerks Holzkirchen für den Ersatz der Diesel- durch Elektrozüge, die Reduzierung von Langsamfahrstellen durch technische Sicherung oder Auflassung von Bahnübergängen, eine Erneuerung der Stellwerkstechnik, der Neubau eines Kreuzungsbahnhofes im Bereich Gaißach sowie Bahnsteigverlängerungen in Warngau und Schaftlach für bis zu 220 Meter lange Züge. 2023 war das Ziel die Inbetriebnahme der Oberleitung Anfang der 2030er Jahre.
Ein Gutachten im Rahmen des Projektes „Bahnausbau Region München“ befand im Juli 2024 die perspektivische Eingliederung der gesamten Bahnstrecke in das geplante Regional-S-Bahn-Netz für positiv. Im Rahmen des Gutachtens wurde eine Geschwindigkeitsanhebung zwischen Deisenhofen und Holzkirchen für positiv befunden. Darüber hinaus wurde auch ein zusätzlicher Bahnhalt Menterschwaige untersucht und ebenfalls für positiv befunden.

## Streckenbeschreibung

### Verlauf
Die Strecke verlässt den Münchner Hauptbahnhof Richtung Westen entlang der S-Bahn-Stammstrecke. Vor dem Bahnhof München Donnersbergerbrücke wird das stadtauswärtsführende Gleis der Strecke mit einem Überwerfungsbauwerk über das stadteinwärtsführende Gleis der S-Bahn-Stammstrecke geführt, um an der Donnersbergerbrücke bahnsteiggleiche Anschlüsse zu ermöglichen. Direkt nach der Donnersbergerbrücke verschwinden die Gleise im Untergrund und unterqueren sowohl die vom Hauptbahnhof nach Westen führenden Strecken als auch die Bahnstrecke München–Rosenheim (Südring), der die Strecke dann folgt. Nach dem Heimeranplatz wendet sich die Strecke vom Südring ab und verläuft in südlicher Richtung, wobei sie die Grenze zwischen den Stadtbezirken Sendling und Sendling-Westpark bildet. Zwischen den Haltepunkten Harras und Mittersendling fädelt die Verbindungsstrecke vom Bahnhof München-Pasing in die Strecke ein, die seit dem Heimeranplatz westlich der Strecke verläuft. Anschließend erreicht sie Thalkirchen-Obersendling-Forstenried-Fürstenried-Solln. Nach dem Haltepunkt Solln liegt heute eine Abzweigung der Strecke nach Wolfratshausen. Dabei handelt es sich um den südlichen Ast der Isartalbahn, die hier ursprünglich die Maximiliansbahn ohne Gleisverbindung querte. Der Nordast der Isartalbahn ist aufgelassen. Die Strecke Richtung Holzkirchen verläuft nun Richtung Osten, überquert auf der Großhesseloher Brücke die Isar und durchquert den Perlacher Forst. In Deisenhofen trifft sie auf die Bahnstrecke München Ost–Deisenhofen. Bis zum nächsten Haltepunkt Sauerlach verläuft die Strecke in südöstlicher Richtung wieder durch ein Waldgebiet, um sich dann wiederum nach Süden zu wenden, um entlang der Westseite des Hofoldinger Forstes Otterfing und kurz danach Holzkirchen zu erreichen.
Anschließend verlässt die Strecke den Bahnhof Holzkirchen in südöstlicher Richtung. Nach Osten zweigt hier die Mangfalltalbahn Richtung Rosenheim ab. Bis zum südlichen Ortsrand verläuft parallel die Bahnstrecke Holzkirchen–Schliersee, die sich dann ebenfalls nach Osten wendet. Die Strecke verläuft in Richtung Süden und erreicht den ersten Haltepunkt Warngau. Nach der Durchquerung eines Waldstückes wird in südöstlicher Richtung Schaftlach erreicht. Bis Schaftlach steigt die Strecke mit bis zu 11 ‰ an und erreicht dort ihren Scheitelpunkt. In Schaftlach zweigt die Strecke nach Tegernsee ab. Im weitern Verlauf in Richtung Süden fällt die Strecke mit etwa 10 ‰ und wendet sich bei Waakirchen nach Westen. Über Reichersbeuern erreicht die Strecke den Bahnhof Bad Tölz. Im Anschluss an den Bahnhof Bad Tölz fällt die Bahnstrecke in mehreren Bögen bis zum Haltepunkt Gaißach ab. Die Strecke folgt bis zum Endbahnhof Lenggries dem Tal der Isar in südlicher Richtung.

### Betriebsstellen

#### Holzkirchen
Der Bahnhof Holzkirchen (Lage) wurde 1857 als Teil der Bayerischen Maximiliansbahn errichtet. Er liegt rund einen Kilometer nördlich des historischen Ortskerns.

#### Schaftlach
Der Bahnhof Schaftlach (Lage) ist seit 1883 Ausgangspunkt der Bahnstrecke in Richtung Tegernsee. Durch diese betriebliche Funktion bestanden in der Vergangenheit recht umfangreiche Bahnanlagen. Der Bahnhof wurde rund 600 Meter nördlich des historischen Ortskerns errichtet. Schaftlach ist der einzige Bahnhof der Gemeinde Waakirchen. Das Pfarrdorf Waakirchen liegt rund 2,5 Kilometer südlich von Schaftlach.

#### Bad Tölz

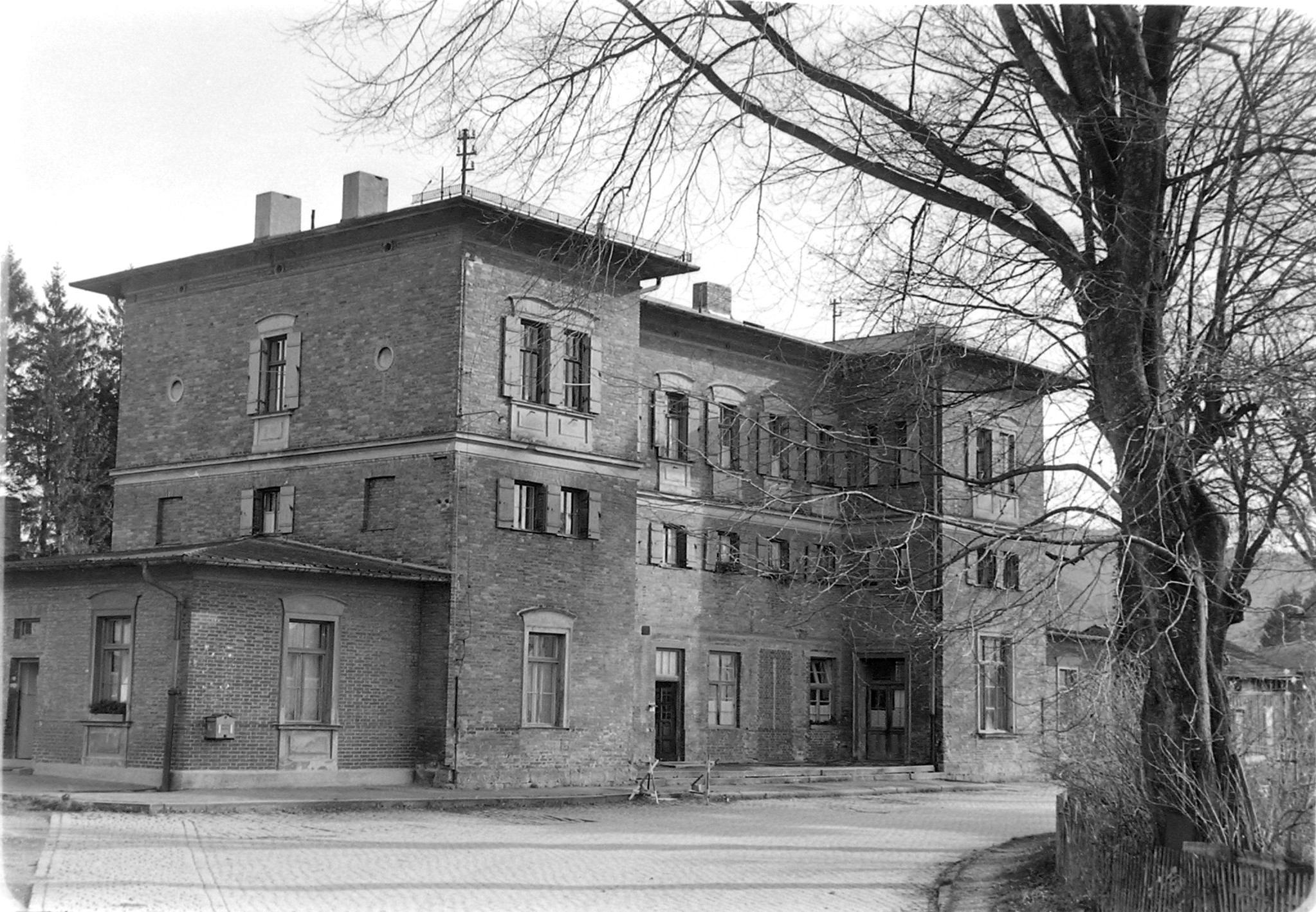
Erstes Tölzer Bahnhofsgebäude, mittlerweile abgerissen

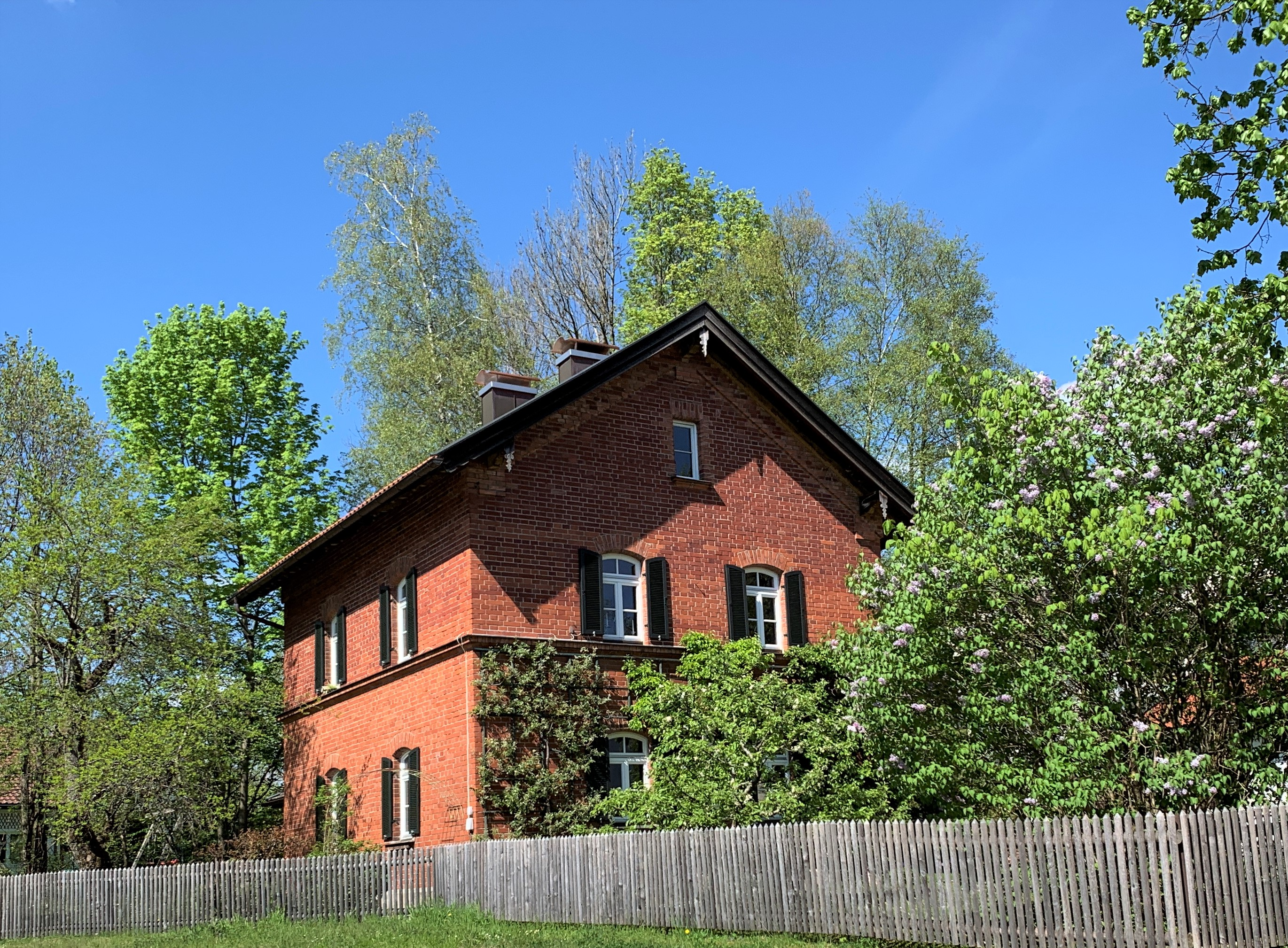
Erhaltenes Dienstwohngebäude in Bad Tölz

Der heutige Bahnhof Bad Tölz (Lage) liegt rund einen Kilometer östlich des historischen Ortskerns. Der ursprünglich 1874 errichtete Endbahnhof befand sich nordwestlich des heutigen Standorts (Lage), sein Empfangsgebäude lag ebenfalls bahnlinks und entsprach in seiner Bauform dem Bahnhof Miesbach. 1899 änderte sich mit Verleihung des Titels »Bad« der Bahnhofsname. Mit dem Bau der Lokalbahn nach Lenggries wurde 1924 ein neuer Bahnhof errichtet. Noch heute zeugen der Straßenname „Alter Bahnhofplatz“, das denkmalgeschützte Dienstwohngebäude aus dem Jahr 1893 mit der Anschrift Alter Bahnhofsplatz 15, der Verlauf der Eisenbergerstraße in Bad Tölz sowie der gemauerte Durchlass des Ellbachs vom einstigen Streckenverlauf. Auf dem alten Bahnhofsareal befindet sich heute die Fachoberschule Bad Tölz.

#### Lenggries
Der Endbahnhof Lenggries (Lage) liegt südwestlich des Ortskerns, am östlichen Isarufer.
Südlich des Bahnhofs befand sich ursprünglich ein zweiständiger Lokschuppen. Heute befindet sich dort das Bahnbetriebswerk der Bayerischen Oberlandbahn. Dort erfolgt die Instandhaltung der Triebwagen. Hierfür werden zwei Hallen mit insgesamt vier jeweils 60 Meter langen Gleisen vorgehalten. Eine Waschanlage dient der Außenreinigung.

### Sicherungstechnik
Zwischen Schaftlach und Lenggries wird die Bahnstrecke im signalisierten Zugleitbetrieb der Bauform Scheidt & Bachmann betrieben. Dazu sind die Bahnhöfe Bad Tölz und Lenggries mit autark arbeitenden Relaisstellwerken und vereinfachten Lichtsignalen ausgestattet. Der Zugleiter ist der Fahrdienstleiter Schaftlach.
Das im Süden an den Bahnhof Lenggries anschließende Betriebswerk verfügt über elektrisch ortsgestellte Weichen.

## Betrieb

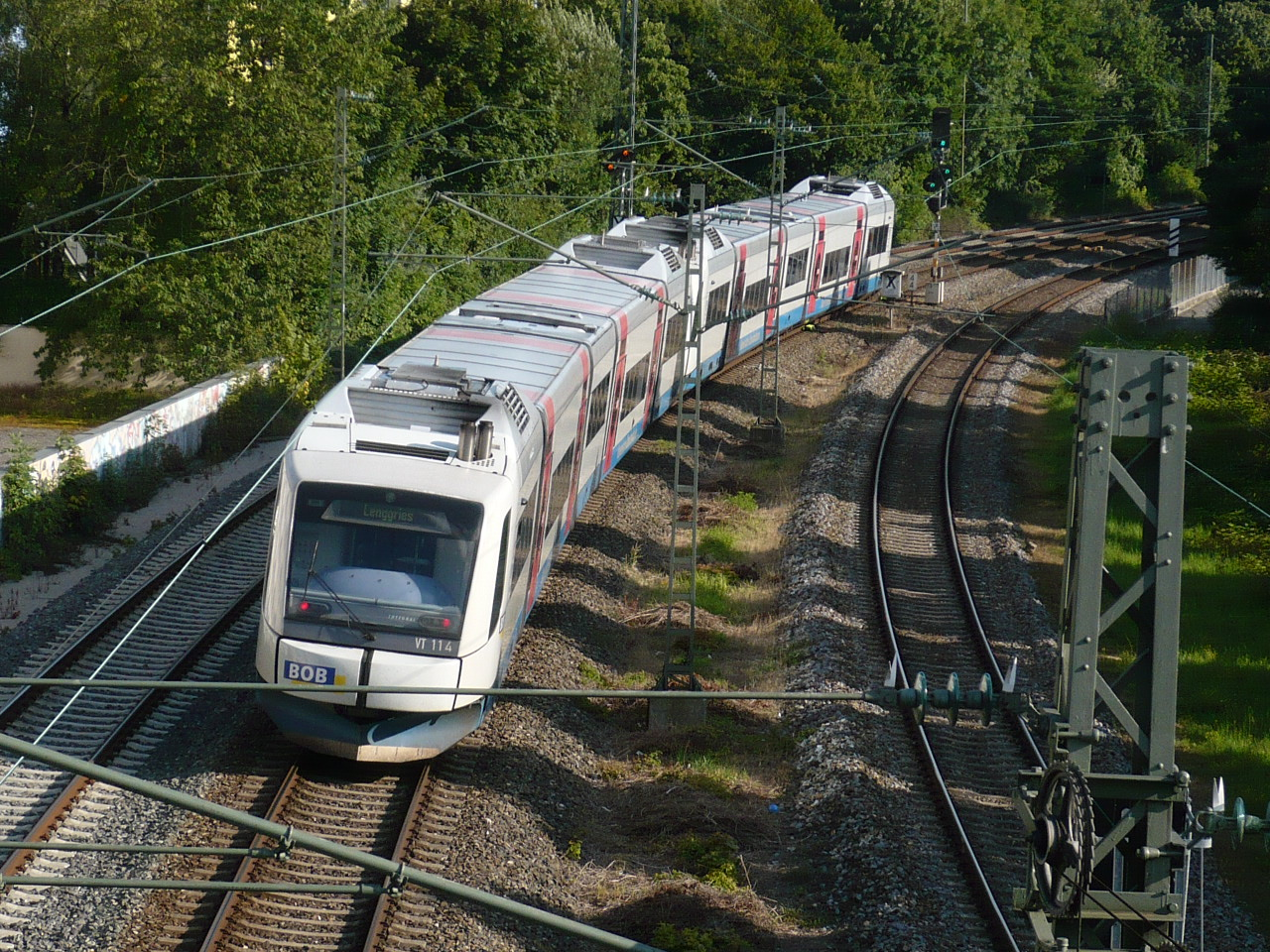
Integral der Bayerischen Oberlandbahn zwischen Harras und Heimeranplatz

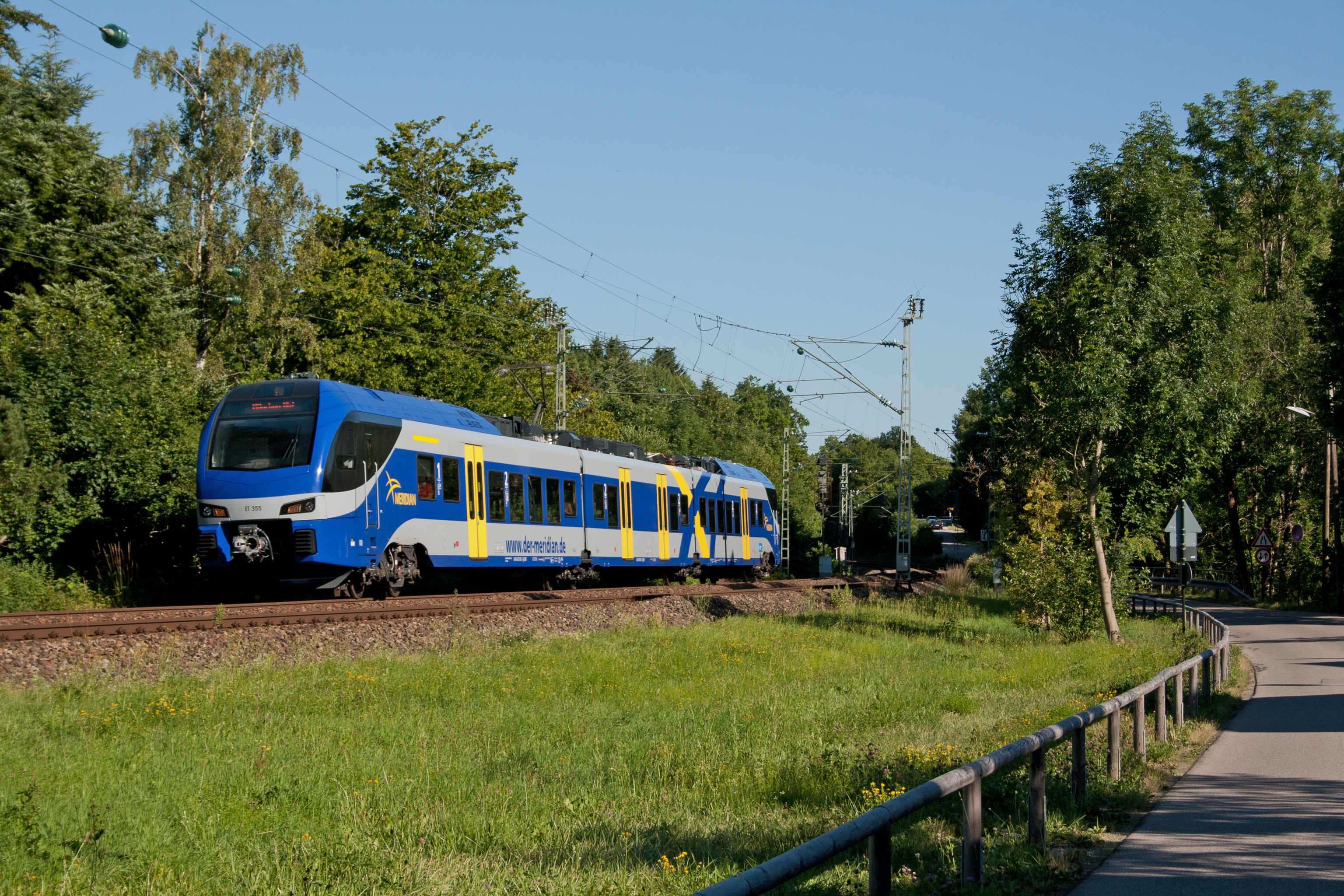
Flirt 3 von Meridian bei Deisenhofen

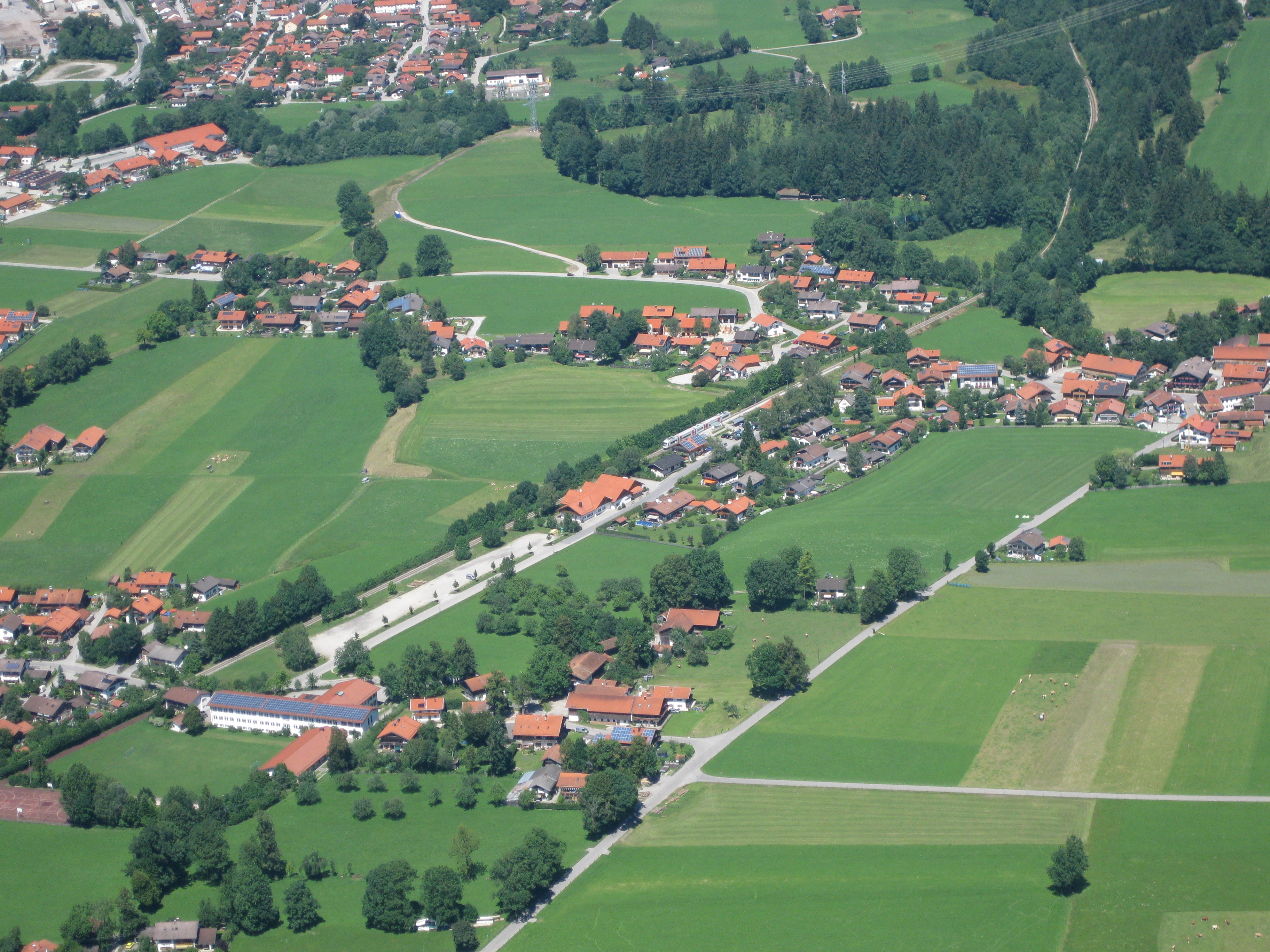
Streckenführung bei Gaißach mit einem Integral S5D95 der Bayerischen Oberlandbahn

Die Strecke wird auf ganzer Länge von der Bayerischen Oberlandbahn (BOB) im Stundentakt befahren. Die Züge bedienen nur die Zwischenhalte Donnersbergerbrücke, Harras und Siemenswerke, einzelne Züge auch Otterfing. Samstags, sonn- und feiertags wird statt der Station Siemenswerke der Haltepunkt Solln bedient. Die Züge der BOB verkehren über Holzkirchen hinaus weiter in Richtung Bayrischzell, Tegernsee und Lenggries. Die BOB setzt seit Juni/Juli 2020 Dieseltriebwagen vom Typ LINT 54 ein. Zuvor wurden die Bauarten Integral S5D95 und Talent eingesetzt.
Zwischen Donnersbergerbrücke und Solln wird die Strecke von der Linie S7 der S-Bahn München im 20-Minuten-Takt befahren. Die S7 kommt an der Donnersbergerbrücke von der Stammstrecke und zweigt in Solln auf die ehemalige Isartalbahn Richtung Wolfratshausen ab. Sie bedient alle Stationen. Aus Richtung Pasing kommend bedient die nur in der Hauptverkehrszeit verkehrende S20 die Strecke ebenfalls bis Solln und fährt dann über die Isartalbahn nach Höllriegelskreuth. Da auf der Sendlinger Spange von Pasing aus nur am Heimeranplatz ein Bahnsteig existiert, hält diese Linie nicht am Harras, obwohl die Verbindungskurve hier direkt neben der Strecke München–Holzkirchen liegt. Erst am Bahnhof Mittersendling biegt sie von der Sendlinger Spange auf die Gleise der Holzkirchener Strecke ab. Der Streckenteil zwischen Holzkirchen und Deisenhofen wird von der S3 bedient, die von Deisenhofen aus über die Bahnstrecke München Ost–Deisenhofen Richtung Innenstadt fährt. Auf der S3 und der S7 verkehren Elektrotriebwagen der Baureihe 423, auf der S20 kommt die Baureihe 420 zum Einsatz.
Bis zum 14. Dezember 2013 wurde die Strecke von München Hauptbahnhof bis Deisenhofen im Stundentakt von der Linie S27 bedient. Des Weiteren fuhr auch die S20 ab Solln weiter nach Deisenhofen, anstatt auf die Isartalbahn abzubiegen. Ab 15. Dezember 2013 wurde die S27 durch die Meridian-Züge der BOB ersetzt. Der Meridian sollte ab dem Fahrplanwechsel von München über Deisenhofen nach Holzkirchen und weiter über die Mangfalltalbahn nach Rosenheim verkehren. Aufgrund von anfänglichen Zulassungsproblemen mit den Elektrotriebwagen der Bauart Flirt 3 konnten diese erst im Jahr 2014 den Betrieb auf dieser Strecke aufnehmen.
Seit jeher führten die meisten durchgehenden Züge von München nach Lenggries Kurswagen nach Tegernsee, welche bis 1998 in Schaftlach durch Lokomotiven der Tegernsee-Bahn übernommen wurden.
Gemäß der zum Dezember 2020 neu eingeführten bayernweiten Linienbezeichnungen verkehren die Züge zwischen München und Lenggries als Regionalbahn-Linie RB 56.